# 伊娃·卡斯迪
伊娃·卡斯迪（Eva Marie Cassidy，1963年2月2日—1996年11月2日），美国通俗音乐歌手。1992年她出版了首张唱片《The Other Side》，这是一张与go-go乐手Chuck Brown的二重唱。1996年，她出版了自己的独唱专辑《Live at Blues Alley》。尽管她获得了the Washington Area Music Association的奖励，但是除了她居住的华盛顿特区，外人对她一无所知，直到她1996年因黑色素瘤死去。四年之后，一个偶然的机会，她的唱片被英国BBC Radio 2的节目主持Terry Wogan听到，他挑选了《Over the Rainbow》一首在电台播放，一下子震撼了英国听众。听众要求详细介绍这位歌手和她的演唱，不久她生前录制的歌曲陆续被介绍给英国听众。不久又从英国蔓延到全球。伊娃·卡斯迪生前的本职工作是在一家植树学校当园丁。唱歌是她的业余爱好。她还爱好画画，留下一些美术作品。
伊娃·卡斯迪演唱的《Over the Rainbow》一歌不是她的首唱，而是翻唱30年代老牌歌星朱迪·加兰的歌曲。但是她唱出了自己的风格，令听众耳目一新。她翻唱的歌曲还有Simon & Garfunkel的《Bridge Over Troubled Water》、路易斯·阿姆斯壮的《多美好的世界啊》。英国作曲家Frederick Weatherly在1913年创作的民谣《Danny Boy》，40年代的爵士老歌《Time after time》，也被卡斯迪用自己的声音重新演绎，挖掘出老歌深藏的意蕴。